# Difusão do pensamento
A difusão do pensamento ou transmissão do pensamento é um tipo de condição delirante em que a pessoa afetada acredita que os outros podem ouvir os seus próprios pensamentos, apesar de uma clara falta de provas. O indivíduo pode acreditar que as pessoas que estão por perto conseguem tem acesso aos seus pensamentos ou que estes estão a ser transmitidos através de meios como a televisão, a rádio ou a Internet. Pessoas diferentes podem sentir a difusão do pensamento de formas diferentes. A transmissão de pensamentos é mais comum em pessoas que sofrem de uma perturbação psicótica, nomeadamente esquizofrenia.
A difusão do pensamento é considerada um delírio grave e induz a múltiplas complicações, desde a falta de discernimento a isolamento social. O delírio ocorre normalmente juntamente com outros sintomas. A difusão do pensamento é considerada rara. Num estudo, por exemplo, teve uma prevalência de 6% entre os indivíduos com esquizofrenia.
A difusão do pensamento está associada a problemas de controlo do eu-outro (a capacidade de se distinguir dos outros). Esse tipo de delírio pode ser tratado com o uso de antipsicóticos e psicoterapia. O delírio faz parte dos sintomas de esquizofrenia do primeiro ranque de Kurt Schneider. O diagnóstico da condição pode ser feito através do DSM-5 ou da CID-11.